# يعقوب اشير
يعقوب اشير (بالإنجليزية: Yakov Asher)‏ (بالعبرية: יַעֲקֹב אָשֵׁר؛ ولد 2 يوليو 1965) هو حاخام وسياسي إسرائيلي يشغل حاليا منصب عضو في الكنيست عن حزب يهدوت هتوراة.